# لیپتال
لیپتال (به آلمانی: Lippetal) یک شهر در آلمان است که در Soest واقع شده‌است. لیپتال ۱۲٬۳۵۶ نفر جمعیت دارد.